# Temperatura Néela
Temperatura Néela – jest to temperatura, w której przy ogrzewaniu zanikają, a przy oziębianiu pojawiają się własności antyferromagnetyczne (dla substancji wykazujących takie własności). Powyżej owej temperatury substancje te wykazują własności paramagnetyczne.
Temperatrura Néela jest analogią do temperatury Curie dla ferromagnetyków.
Nazwę wprowadzono na cześć Louisa Néela, francuskiego fizyka, laureata nagrody Nobla z 1970 roku za badania dotyczące ferromagnetyzmu.